# Guilherme Augusto da Costa Martins
Guilherme Augusto da Costa Martins (Angra do Heroísmo, 17 de Março de 1856 — Angra do Heroísmo, 17 de Julho de 1918) foi um professor de música na sua cidade natal, ensinado piano e violino. Para além de professor, era organista na Sé de Angra, cabendo-lhe dirigir a aula de música daquela catedral.
A sua acção no ensino da música e na música sacra fez dele o principal difusor da música erudita nos Açores na segunda metade do século XIX. Foi professor de Tomás de Borba.